# Алибахадър
„Алибахадър“ (на турски: Alibahadır) е квартал в район „Бейкоз“ в Истанбул, Турция. Намира се в анадолската част на града.